# Stardust (musikalbum)
Stardust är ett studioalbum av countryartisten Willie Nelson från 1978. Albumet är rankat 257 i tidskriften Rolling Stones lista över de 500 bästa albumen.

## Låtlista
1. "Stardust" (Hoagy Carmichael, Mitchell Parish) – 3:53
2. "Georgia on My Mind" (Hoagy Carmichael, Stuart Gorrell) – 4:20
3. "Blue Skies" (Irving Berlin) – 3:34
4. "All of Me", (Seymour Simons, Gerald Marks) – 3:54
5. "Unchained Melody" (Hy Zaret, Alex North) – 3:50
6. "September Song" (Kurt Weill, Maxwell Anderson) – 4:35
7. "On the Sunny Side of the Street" (Dorothy Fields, Jimmy McHugh) – 2:36
8. "Moonlight in Vermont" (John Blackburn, Karl Suessdorf) – 3:25
9. "Don't Get Around Much Anymore" (Duke Ellington, Bob Russell) – 2:33
10. "Someone to Watch Over Me" (George Gershwin, Ira Gershwin) – 4:03

Bonuslåtar som finns med på nyutgåvan från 1999.
1. "Scarlet Ribbons" (J. Segal, Evelyn Danzig) – 4:30
2. "I Can See Clearly Now" (Johnny Nash) – 4:18

Bonuslåtar som finns med på jubileumsutgåvan från 2008.
1. "What a Wonderful World" (George David Weiss, Bob Thiele)
2. "Basin Street Blues" (Spencer Williams)
3. "I'm Confessin' (That I Love You)" (D. Dougherty, E. Reynolds, A. Neiburg)
4. "I'm Gonna Sit Right Down and Write Myself a Letter" (Fred E. Ahlert, Joe Young)
5. "The Gypsy" (Billy Reid)
6. "Mona Lisa" (Jay Livingston, Ray Evans)
7. "Ac-Cent-Tchu-Ate the Positive" (Johnny Mercer, Harold Arlen)
8. "Ole Buttermilk Sky" (Hoagy Carmichael, J. Brooks)
9. "That Lucky Old Sun" (Haven Gillespie, Beasley Smith)
10. "Little Things Mean a Lot" (E. Calisch, C. Stutz)
11. "Cry" (Churchill Kohlman)
12. "You'll Never Know" (Mack Gordon, Harry Warren)
13. "Tenderly" (Jack Lawrence, Walter Lloyd Gross)
14. "Stormy Weather" (Harold Arlen, Ted Koehler)
15. "One for My Baby (and One More for the Road)" (Johnny Mercer, Harold Arlen)
16. "Angel Eyes" (Earl Brent, Matt Dennis)